# Ramón Ros
 (novembre 2014).
Si vous disposez d'ouvrages ou d'articles de référence ou si vous connaissez des sites web de qualité traitant du thème abordé ici, merci de compléter l'article en donnant les références utiles à sa vérifiabilité et en les liant à la section « Notes et références ».
Ramón Ros Badia, né le 2 février 1981 à Barcelone (Catalogne, Espagne), est un footballeur espagnol qui jouait au poste de milieu de terrain. Il a notamment joué au FC Barcelone et au CD Numancia. Il s'est désormais reconverti en entraîneur.

## Biographie

### Joueur
Ramón Ros se forme au CF Damm. Il joue la saison 2000-2001 en troisième division avec le CF Gavà où il repéré par le FC Barcelone.
Ros débute le 29 mai 2002 en équipe première du Barça entraînée alors par Carles Rexach lors d'un match amical joué en Thaïlande face au Bec Tero All Stars.
En été 2003, l'entraîneur Frank Rijkaard lui fait effectuer le stage de pré-saison avec l'équipe première. Ros débute en match officiel avec le FC Barcelone le 3 septembre 2003 lors de la 2e journée de championnat d'Espagne face à Séville FC (il entre sur le terrain à cinq minutes de la fin du match). Ros effectue le reste de la saison avec l'équipe réserve, le FC Barcelone B.
Lors de la saison 2004-2005, il prêté au CD Numancia. Avec ce club, Ros joue 17 matchs en première division.
En juin 2005, il signe un contrat avec l'UE Lleida qui milite en deuxième division. De nombreuses blessures l'empêchent de s'imposer dans ce club. en mai 2006, il souffre une rupture des ligaments croisés du genou gauche. Malgré une opération chirurgicale, il ne parvient pas à se récupérer. Après une année sans pouvoir jouer, il annonce qu'il met un terme à sa carrière en juin 2007.

### Entraîneur
Lors de la saison 2010-2011, Ramón Ros devient l'assistant de Francisco Javier García Pimienta, entraîneur des Cadets A du FC Barcelone.  